# Pura Fé
Pura Fé, (New York, 1959. augusztus 18. – ) amerikai indián énekesnő, dalszerző, mesemondó. A Native Women's a cappella trió Ulali alapító tagja.
Ez a gyönyörű énekesmadár szárnyaló hangjával, lábbal taposva túlszárnyalja túl az időt, és elhozza Őseink üzenetét, akik elvetették ezt a gyönyörű magot, amely erőteljes zenét hoz nekünk.

## Pályafutása
| Pura Fé                                   | Pura Fé                                   |
| Kattints az alábbi külső linkek egyikére! | Kattints az alábbi külső linkek egyikére! |
| ----------------------------------------- | ----------------------------------------- |
| Nem található szabad kép.(?)              |                                           |
| külső link · jogvédett                    | Pura Fé                                   |

Pura Fé énekes, dalszerző, zenész, táncos, színész, tanár. A Tuscarora törzs leszármazottja. Alapítója a nemzetközi hírű bennszülött a cappella triónak, az Ulalinak, amely 19 éve járja a világot. Pura Fé spanyol neve magyarul a „tiszta hitet” jelenti, amelyet Puerto Rico-i apjától kapott. Családja az 1900-as évek elején Észak-Karolinából New Yorkba költözött. A család 9 énekesnő generációt tartanak számon, akik mind testvérek és unokatestvérek. A Blackwell vezetéknév 7 generáción át ugyanaz maradt a nőknél, akik megőrizték anyai ágat, mint az észak-karolinai „Tuscarora szarvas klán” népe, amely az idők folyamán afrikaiakkal és skótokkal, írekkel keveredett.
New Yorkban Pura Fé az Amerikai Indián Közösségi Ház (AICH) igazgatótanácsi tagja. Ő és más családtagjai részt vesznek a NYC városi indián közösségi hálózatában. Ez magában foglalja az Egyesült Nemzetek Szervezetében működő bennszülöttek állandó fórumait és számos funkciót és csoportot.

A Pura Fé elmondja az őslakos indián diákjainak a blues születéstörténetét. Érzelemteli énekhangja és akusztikus acél slide-gitárja az őslakos világ ősi üzenetét hordozza, azt a elveszett történelmet, amely egyesítette és el is választotta a déli feketék és indiánok testvéri kapcsolatait. „Nemcsak elfogtak és rabszolgaként szállítottak embereket Nyugat-Afrikába és a Karib-térségbe, hanem a földünk gyarmatosítása során rabszolgaültetvényeken egyesítettek is bennünket. Afrikai és indián rabszolgákat rejtettek el, kísértek és csempésztek át a kanadai határon a szabadság felé.” 
Pura Fé számos natív színházi, táncszínházi csoporttal és bennszülött filmessel dolgozott együtt, filmzenét és zenei videó zenéjét komponálta, rögzítette a National Canadian TV-nek és az Aboriginal Peoples Television Network-nek. 2021 augusztusában az eredeti Ulali 15 év után újra összeállt, és énekelt az új-mexikói „Indian Market”-en.

## Albumok
- Sacred Seed (2015)
- Pura Fé Trio Live!: A Blues Night in North Carolina (2011)
- Full Moon Rising (2009)
- Hold The Rain (2007)
- Tuscarora Nation Blues (2006. European release of Follow Your Heart's Desire with two extra songs)
- Follow Your Heart's Desire (2004)
- Mahk Jchi with Ulali (1997)
- Caution to the Wind (1995)

## Filmek
- Pura Fé az IMDb-n

## Díjak
- Pura Fé 2006-ban elnyerte a legjobb női előadónak járó NAMMY-t (Native American Music Award), valamint a legjobb világzene albumnak járó francia Grammy/Oscart, a L'Académie Charles Cros-díjat.